# Gesneriaceae
Gesneriaceae er en familie med ca. 147 slægter og omkring 3.200 arter, som er udbredt i Sydøstasien, Central- og Sydafrika, Mellemamerika, Kaukasus og Pyrenæerne. Det er énårige urter, stauder eller buske med modsatte blade, der har savtakket rand. Bladene er ofte behårede med bløde hår. Blomsterne er uregelmæssige og forholdsvis store, og de sidder i samlet i endestillede stande.
Den kendte stueplante Usambaraviol (Saintpaulia) er også i familien.
| Slægter |

- Tallerkenblomst-slægten (Achimenes)
- Alloplectus
- Blårør-slægten (Cyananthus)
- Columnea
- Gesneria
- Gloxinia
- Haberlea
- Kohleria
- Ramonda
- Saintpaulia
- Spiralfrugt-slægten (Streptocarpus)